# Cyrtinus mussoi
Cyrtinus mussoi es una especie de escarabajo longicornio del género Cyrtinus, tribu Cyrtinini, orden Coleoptera. Fue descrita científicamente por Joly & Rosales en 1990.

## Descripción
Mide 2,78-2,9 milímetros de longitud.

## Distribución
Se distribuye por Venezuela.